# Leptonchus granulosus
Leptonchus granulosus är en rundmaskart som beskrevs av Nathan Augustus Cobb 1920. Leptonchus granulosus ingår i släktet Leptonchus och familjen Leptonchidae. Inga underarter finns listade i Catalogue of Life.